# De genezing van de Daltons
De genezing van de Daltons (La Guérison des Dalton) is het vierenveertigste album in de Lucky Luke-stripreeks. Het is geschreven door René Goscinny en getekend door Maurice de Bevere (Morris) in 1975. Het album is uitgegeven door Dargaud en het is het dertiende album in de Dargaud-reeks.

## Inhoud
Otto von Himbeergeist, een Duitse professor, beweert dat elke bandiet een ziekte heeft die hem slecht maakt. Von Himbeergeist beweert ook deze ziekte te kunnen genezen door psychologie. Om zijn methode te beproeven, begint hij de Daltons te behandelen. Lucky Luke, die het proces in de gaten moet houden, merkt grote vorderingen op. Maar als von Himbeergeist de Daltons te veel vertrouwen geeft wordt hij overrompeld en gegijzeld. Dan blijkt dat de Daltons alleen maar komedie speelden om vrij te komen. De Daltons boeien Lucky Luke en gaan er dan, met de professor, vandoor. Lucky Luke weet te ontsnappen en volgt het spoor van overvallen om de Daltons te vinden. Dan blijkt dat professor von Himbeergeist zelf een crimineel is, die een verbond gesloten heeft met de Daltons. Lucky Luke wordt gevangengenomen en is getuige van de aparte manier van beroven van von Himbeergeist. Uiteindelijk weet Lucky von Himbeergeist en de Daltons door een list gevangen te nemen. De Daltons krijgen weer levenslang. De professor krijgt maar een jaar, door een slim trucje uit te halen. Lucky Luke gaat weer verder op reis.

## Achtergronden bij het verhaal
- Otto von Himbeergeist is een karikatuur van filmacteur Emil Jannings.